# 普羅伯塔 (加利福尼亞州)
普羅伯塔（英語：Proberta）是位於美國加利福尼亞州蒂黑馬縣的一個人口普查指定地區。

## 地理
普羅伯塔的座標為40°04′54″N 122°10′14″W / 40.08167°N 122.17056°W，而該地最高點為海拔高度77米（即253英尺）。

## 人口
根據2010年美國人口普查的數據，普羅伯塔的面積為3.707平方千米，均為陸地。當地共有人口267人，而人口密度為每平方千米72人。